# Stenocereus kerberi
Stenocereus kerberi är en kaktusväxtart som först beskrevs av Karl Moritz Schumann, och fick sitt nu gällande namn av A.C. Gibson och K.E. Horak. Stenocereus kerberi ingår i släktet Stenocereus och familjen kaktusväxter. Inga underarter finns listade i Catalogue of Life.